# Kelet-Rumélia
Kelet-Ruméliát az 1877-1878-as orosz-török háborút lezáró San Stefanó-i békeszerződést (Yeşilköy) felváltó 1878-as berlini kongresszus hozta létre, az Oszmán Birodalom autonóm tartományaként. A főkormányzó kötelezően keresztény vallású, akit a szultán nevezett ki a nagyhatalmak hozzájárulásával; a hivatalos nyelv a bolgár, a görög és a török volt; a legfelsőbb törvényhozó testület az 56-tagú tartományi gyűlés volt, melyből 36 tagot a népesség választott meg általános és demokratikus szavazáson; török katonaság csak háború esetében állomásozhatott a tartományban.
A tartomány megalakítása után alkotmányt kapott és Alekszandar Bogoridi (Aleko pasa) lett első kormányzója, aki az orosz befolyás hatására szinte kizárólag bolgárokra bízta a kormányzást, akik a terület Bulgáriával való uniójára törekedtek. Aleko pasa kegyvesztett lett és 1884-ben a szultán felmentette, helyére Gavril Krasztevics (Gavril pasa) került, azonban a bolgár szervezkedés tovább folytatódott. 1885. szeptember 17-én a bolgár forradalmi párt a nemzetőrség közreműködésével Krasztevicset megbuktatta, mire a Georgi Sztranszki elnöklete alatt megalakult ideiglenes kormány proklamálta a terület unióját Bulgáriával. I. Sándor bolgár fejedelem szeptember 20-án ezt elfogadta és felvette a Kelet-Rumélia fejedelme címet is. Az Oszmán Birodalom a nagyhatalmakra bízta a kérdés eldöntését, akik az Orosz Birodalom hatására csak öt évig bízták a tartományt Sándorra, majd az oroszok 1886. augusztus 20-án puccsal megbuktatták őt. Az unió ennek ellenére létrejött.